# Ivan Degrel
Ivan Degrel (Županja, 17. svibnja 1909. – Florencio Varela kraj Buenos Airesa, 27. svibnja 1976.), hrvatski novinar, skladatelj, zborovođa, publicist i politički komentator iz Županje.

## Životopis
Rođen u Županji. U Osijeku je završio gimnaziju 1930. godine. Pravo studirao u Zagrebu i Beogradu. Diplomirao je u Zagrebu. Učio je i glazbu (harmoniju i skladanje) kod F. Dugana starijeg, orgulja i sam je skladao. Bavio se i matematikom.
Kao mnogo ondašnji katolički inteligenti počeo je pisati u Luči. Bilo je to 1927. godine. Pisanjem je nastavio u Omladini, Obitelji (kojoj je bio urednik i gdje je objavio životopisne crtice), Hrvatskoj straži (kojoj je bio urednik), Hrvatskoj prosvjeti, Sv. Ceciliji, Spremnosti, Hrvatskom narodu. Bio je djelatni član Hrvatskoga katoličkog pokreta i time od 1932. član uredništva dnevnika Hrvatske straže.
Uređivao je hrvatski dnevni list Hrvatsku stražu i istoimeni tjednik (1933. – 1939.). Od 1934. godine pisao je i za časopis Hrvatsku prosvjetu otkako je list otvorio stranice i za političke teme. Degrel je kao i kolege Konstantin Rimarić Volinski, Marije Matulić i Emilio Pallua prigovore usmjerio protiv liberalizma i masonstva te kritizirali totalitarne političke filozofije i sustave. Degrelovi su politički komentari prožeti filozofijskim objekcijama. Osobito se bavi "njemačkim pitanjem". Degrel spada među krug autora koji su prepoznali Hegelov i Nietzscheov utjecaj na stvaranje velikonijemstva i nacionalsocijalizma.
Uređivao je i tjednik Obitelj te Hrvatski glas od 1941. godine,  posljednjeg dnevnog katoličkog lista do danas, koji je prestao izlaziti kolovoza 1941. godine. U NDH je obnašao važne dužnosti u novinarskom i promidžbenom sektoru režima, no nije bio simpatizer Osovinskih sila. Obnašao je dužnost nadstojnika Hrvatskoga dojavnog ureda "Croatia" od rujna 1942. godine te je neko vrijeme bio odgovorni urednik Nove Hrvatske. Člankom "Bijeli rat" koji je napisao 1939. prije izbijanja drugoga svjetskog rata u Europi, predvidio je skoro izbijanje rata, što nije bilo neočekivano, ali je ispravno procijenio da će Njemačka vjerojatno izgubiti jer "srlja u rat". Na pitanje "Kako će završiti 'bijeli' rat (stanje međunarodnih odnosa koji se poslije drugog svjetskog rata nazivalo "hladni rat")?" predvidio je : "»Vjerojatno 'crvenim' (krvavim) ratom". Kao iskreni katolik osudio je nacionalsocijalizam. U članku "Njemačka - svjetski problem" iz 1939. godine., je naglasio da je materijalni red neposredno bitan za stanje mira ili rata, ali da je duhovni red važniji jer su učinci dublji i trajniji. Analizu je zasnovao proučavajući vrijeme od napoleonskih ratova do tada. Treći Reich i njegov nastanak okarakterizirao je da je ne samo reakcija na nesretno zaključenje Prvoga svjetskog rata, nego i kao pogodovanje njemačkoj težnji preuzimanja duhovne baštine Drugog Reicha (Bismarckova i Vilimova), ali potenciranije, surovije, da Njemačka postaje ne samo europski nego i svjetski bauk. Korijene toga vidi u Bismarckovom "poprušenju nijemstva" i Hegelovoj filozofiji. Slično je o Hegelovom prinosu njemačkom imperijalizmu pisao i krčki biskup Antun Mahnić (članak Centralistička Njemačka u Hrvatskoj prosvjeti).
Nakon rata je emigrirao. Prvo odredište bila je Austrija, a nakon što je situacija postajala sve nesigurnija, 1948./1949. je kao mnogi otišao odatle u Argentinu.
Boravio je u Buenos Airesu. U Argentini je radio kao statičar u građevinskoj tvrtci te poslije kao projektant. U Argentini je nastavio i glazbeno usavršavanje. Završio je tečaj moderne kompozicije te je nastavio skladati. Skladao je većinom za mješovite zborove, orkestre i komorne sastave. U Buenos Airesu je preko dva desetljeća vodio Hrvatski pjevački zbor Jadran (osnovan 1947.). Vodio ga je od 1953. do smrti 1976. godine. Surađivao je s hrvatskim iseljeničkim listovima, poput Hrvatske revije.
Glavni smjerovi njegove djelatnosti bile su novinarstvo i glazba. Kao novinar bavio se socijalnim problemima (radničko osiguranje, npr.), političkim prilikama, vanjskom politikom, a u glazbi se okrenuo skladateljstvu. Skladao je uz oslonac na romantičarsku tradiciju, a motive je preuzimao iz hrvatskog pučkog melosa. Bavio se i glazbenom teorijom. Objavio je studiju "Suvremeni problemi glazbe" te se bavio Haydnovim hrvatskim podrijetlom te utjecajem hrvatske gradišćanske pučke popijevke na Haydnovo skladanje.
Predavanja koja je održao u Društvu katoličkih studenata u Buenos Airesu objavio je 1970. godine u knjizi Kobna 1918.